# Ana París García
Ana París García (La Roda de Andalucía, 25 de noviembre de 1898-Sevilla, 5 de febrero de 1938) fue una española militante de la UGT y líder sindicalista. Detenida por los sublevados al inicio de la guerra civil, fue juzgada y condenada a muerte. Ejecutada al garrote vil. Fue la única mujer ajusticiada con este método de la que se tiene constancia en Sevilla.

## Biografía
París García, defensora de las causas sociales y partidaria del Frente Popular presidía la Sección femenina de UGT, frecuentaba la Casa del Pueblo e intentaba que las mujeres se afiliaran a la UGT. Casada con Juan Aniceto Díaz, tenían una hija y un hijo. Vivían en la calle Pérez Galdós de La Roda de Andalucía, un pequeño pueblo en la provincia de Sevilla, que contaba con un importante nudo ferroviario que enlazaba con el eje de Bobadilla-Estación situado cerca de Antequera, donde confluían las principales líneas de pasajeros y mercancías de Andalucía.

### La guerra civil
El 17 de julio de 1936 el general Francisco Franco encabezó desde Marruecos un golpe de Estado contra el gobierno de la Segunda República que rápidamente se extendió a la península. A las dos de la tarde del día 18, una parte de la guarnición de Sevilla comandada por el general Queipo de Llano se adhirió a la sublevación que pasó a denominarse Movimiento Nacional.
Ana París se opuso encarnizadamente a los rebeldes animando a los hombres en la lucha, y a falta de fusiles, repartió hoces y herramientas del campo. Aguantaron hasta el 21 de julio que llegó procedente de Málaga una columna de milicianos, resistieron hasta el día 29 que las tropas rebeldes a las órdenes del comandante Antonio Castejón Espinosa ocuparon el pueblo.
La detención de los republicanos fue tarea prioritaria  y la represión inmediata. Ana París intentó huir pero al llegar a la Colonia de Santa Ana (Antequera) fue reconocida y entregada a los falangistas que la devolvieron a La Roda.

### Represión y muerte
A mediados de agosto de 1936 fue trasladada a la prisión de Sevilla donde pasó unos meses. En 1937 fue juzgada por un delito de Rebelión militar con agravantes, perversidad moral y peligrosidad social. Condenada a la pena capital, el método elegido fue cruel y ejemplarizante, reservado normalmente a los delincuentes comunes: el garrote vil.
La ejecución tuvo lugar el 5 de febrero de 1938. El verdugo encargado fue Cándido Cartón, titular de la Audiencia de Sevilla que por su impericia prolongó innecesariamente el sufrimiento de París.

## Memoria histórica
En La Roda de Andalucía se desconoce el número exacto de víctimas, pero se calculan unas 60 personas de ambos bandos. Las investigaciones de José María Márquez y el historiador local Joaquín Octavio Prieto Pérez han determinado que 38 personas de izquierdas fueron fusiladas en La Roda entre el 18 de julio de 1936 y el 18 de febrero de 1937 a las que se debería añadir un número indeterminado de personas de lugares cercanos que se encontraban accidentalmente en el pueblo y fueron enterrados en fosas comunes, algunas de las cuales fueron vaciadas y los restos trasladados al Valle de los Caídos.